# 로메리아
로메리아(학명:Romeria texana)는 도마뱀목 까마귀도마뱀과에 속하는 도마뱀이다. 지금은 멸종된 종으로서 전체적인 몸길이가 2~4m인 거대한 도마뱀에 속한다.

## 특징
로메리아는 미국 텍사스주에서 알려진 초기 페름기 캡토리니과의 멸종된 속이다. 1937년에 르웰린 아이보르 프라이스에 의해 처음 이름이 지어졌으며 모식종은 로메리아 텍아나이다. 로메리아 텍아나는 3차원적으로 보존된 두개골인 MCZ 1480의 완모형으로 알려져 있다. 그것은 약 2억9천9백4백6십만년전에 시수랄 시대의 아셀리아 단계로 거슬러 올라가는 이처 시티 포메이션의 아처 시티 본베드 1 유적지에서 수집되었다. 두 번째 종인 로메리아 프리머스는 1973년에 클라크와 캐롤에 의해서 처음 명명되었다. 1979년에 히튼에 의해 로메리아 프리마로 수정되었다. 로메리아 프리마는 3차원적으로 보존된 두개골인 MCZ 1963의 완모형으로 알려져 있다. 그것은 코튼우드 크릭 지역에서 수집되었고 모식종과 같은 지평선에서 수집되었다. 로메리아는 잘 발달된 앞다리와 뒷다리를 가지고 있으며 이는 지상에서 빠른 달리기로 먹이 사냥하는 데에 유용하게 사용되었다. 양턱에는 총 15~20개의 톱니 모양의 이빨이 나 있다. 먹이로는 당대에 서식했던 곤충, 절지동물, 무척추동물을 주로 잡아먹고 살았을 육식성의 도마뱀으로 추정되는 종이다.

## 생존시기와 서식지와 화석의 발견
로메리아가 생존했었던 시기는 고생대의 페름기로서 지금으로부터 2억 9000만년전~2억 4500만년전에 생존했었던 종이다. 생존했었던 시기에는 북아메리카를 중심으로 하여 당시에 존재했었던 초원, 산림에서 주로 서식했었던 도마뱀이다. 화석의 발견은 1937년에 북아메리카의 페름기에 형성된 지층에서 북아메리카의 고생물학자들에 의하여 처음으로 화석이 발견되어 새롭게 명명된 종이다.

## 같이 보기
- 파충류
- 고생대
- 페름기
- 도마뱀
- 화석